# The Million Dollar Hotel
The Million Dollar Hotel ist ein Film von Wim Wenders aus dem Jahr 2000.

## Handlung
Der Sohn eines vermögenden Medien-Moguls, Israel Goldkiss (kurz: Izzy), wird vor dem heruntergekommenen „Million Dollar Hotel“ in Los Angeles tot aufgefunden. Offensichtlich ist er vom Dach des Hotels gestürzt. FBI-Agent Skinner geht von Mord aus. Sehr schnell stellt sich heraus, dass dieses Hotel ein Wohnort für gesellschaftliche Außenseiter ist. Skinner wird vom Vater des Toten instruiert, möglichst diskret zu ermitteln – einen Suizid schließt der Vater aus.
Der Film wird aus der Perspektive des introvertierten, leicht autistischen Skaters Tom-Tom erzählt, der mit Izzy befreundet war und mehr über den Tathergang zu wissen scheint. Allerdings versteckt er sich geschickt hinter seinen psychischen Macken. Skinners unkonventionelle Methoden rufen den TV-Sender „Channel 6“ auf den Plan. Wegen eines Missverständnisses werden die „Teerbilder“ (mit schwarzem Teer bemalte Leinwand) eines anderen Bewohners, Geronimo, für Werke des Toten gehalten, die Geronimo nun erbt. Die übrigen Bewohner erkennen darin ihre Chance, die Gemälde teuer zu verkaufen und so ihre finanzielle Situation zu bessern. Sie finden einen Kunsthändler, der ein lukratives Geschäft wittert.
Tom-Tom ist in die Gelegenheitsprostituierte Eloise verliebt, die ihm anfangs jedoch die kalte Schulter zeigt. Skinner vermittelt Tom-Tom eine Nacht mit Eloise im Gegenzug für Informationen und belauscht das Gespräch der beiden, das ihm jedoch keine entscheidenden Informationen bringt. Eloise aber lernt zu ihrer Überraschung die liebenswerte Seite des eigenartigen Tom-Tom kennen.
Auf einen erzwungenen Hinweis von Tom-Tom lässt Skinner Geronimo als Tatverdächtigen verhaften. Die anderen Bewohner sind empört und sehen ihr Kunstgeschäft in Gefahr. Sie überreden den einfältigen Tom-Tom, ein Videogeständnis an „Channel 6“ zu senden, um Geronimo zu entlasten, worauf sich dieser auch einlässt, weil er die Aufmerksamkeit genießt. Er legt ab dann Wert darauf, nur noch „Tom“ genannt zu werden. Bei der Gala zur Übergabe der Gemälde stellt sich dann allerdings heraus, dass unter den Teerbildern gestohlene wertvolle Gemälde stecken, die vom Künstler mit Teer übermalt wurden.
In einer weiteren Nacht mit Eloise, in der sie gemeinsam von einem normalen Leben träumen, erzählt Tom, dass er tatsächlich an Izzys Tod schuldig ist. In einer Rückblende wird Izzys Tod gezeigt: Dieser hatte ein Verhältnis mit Eloise, aber nur zu dem Zweck, sie zu demütigen, weil ihn Toms Schwärmerei für die in Izzys Augen wertlose Eloise ärgerte. Dann wollte Izzy sich selbst vom Dach stürzen. Tom hielt ihn zunächst fest, ließ aber unter dem Schmerz darüber, was Izzy Eloise angetan hatte, los.
Nach dieser Rückblende nimmt Tom selbst Anlauf – was auch ganz am Anfang des Films schon zu sehen ist – und springt vor Eloise’ Augen ebenfalls in die Tiefe, damit sein Traum eines Lebens mit ihr nicht von der Realität begraben wird. Während er fällt, schließt er mit seinem Leben ab: Sein Ziel war es nur gewesen, Eloise nach Izzys Demütigungen ihr wahres Selbst wiederzugeben.

## Kritiken
Im englischsprachigen Raum fiel die Kritik eher negativ aus, auf Rotten Tomatoes gab es nur 25 % des „Tomatometer“. Janet Branagan schrieb auf www.apolloguide.com, der Film erfülle nicht, was ‘große Namen’ wie Mel Gibson, Milla Jovovich und Bono versprechen.

„Ein nach furiosem Anfang von großer suggestiver Bildkraft zunehmend enttäuschenderer Versuch, deutsches Autorenkino mit amerikanischen Leinwand-Mythen zu verschmelzen. Statt sich auf eine kammerspielartige Dramaturgie einzulassen, verliert sich der Film immer mehr in nebulöser Universalität.“

 Paul Tatara schrieb auf cnn.com sogar, Wenders sei einer jener „Kultregisseure, die den Punkt erreicht hätten, an dem sie glaubten, etwas zu erreichen, indem sie mit ihren Freunden herumalbern.“ Mel Gibson nennt den Film während einer australischen Pressekonferenz im Oktober 2000 sogar langweilig „wie ein Hundsfott“, drückt jedoch später sein Bedauern über diese Bemerkung am Ende eines langen Tages voller Interviews aus, und sagt, dass der Film, den er immerhin produziert habe und an dem eine Menge Leute hart gearbeitet hätten, durchaus „Momente von Genialität“ enthalte.
Hingegen zeigt sich Cristina Moles Kaupp im Nachrichtenmagazin Der Spiegel begeistert:

„Ihre [Tom und Eloise] kindlich versponnene Annäherung, das langsam keimende Verstehen ist Wenders zweiter bravouröser, gelungener Coup. Eigentümlich fesselnd, in bedrückend schönen Bildern, umperlt vom melancholischen Sound eines Bonos, Enos und Lanois. Zwischen Krimi, Liebesgeschichte und Freakshow hat Wenders seine Suche nach Tatsachen und den wahren Empfindungen verpackt.“

## Auszeichnungen
Der Film gewann den Silbernen Bären auf der Berlinale 2000 und wurde für den Goldenen Bären nominiert. Er wurde außerdem 2000 für den Deutschen Filmpreis nominiert (Bester Film, Beste Regie). Der Kameramann Phedon Papamichael wurde für den polnischen Camerimage nominiert.

## Hintergründe
Die Idee zu diesem Film kam Bono, Sänger von U2, während der Dreharbeiten zum Musikvideo ‚Where the Streets Have No Name‘, die 1987 auf einem Hausdach in der Nähe des Rosslyn Million Dollar Hotels in Los Angeles stattfanden. 1992 sicherte sich Mel Gibson die Rechte auf das Drehbuch. Am Projekt arbeitete zeitweise Gary Oldman mit, der Tom Tom spielen sollte. Oldman stieg aufgrund der Kontroversen über die Person des Regisseurs aus dem Projekt aus.

## Trivia
In einer Szene, in der Agent Skinner in einem dunklen Raum an einer Wand mit Fotos der Hotel-Bewohner mit einem Stift ein Profiling der einzelnen Personen erstellt, sagt Agent Skinner: „Der leidet an Haarausfall, der sagt kein Wort, frisst Hundefutter, unglaublich. Dieser Laden ist ein Irrenhaus.“ In dem Film Mad Max II – Der Vollstrecker von 1981, in dem Schauspieler Mel Gibson die Hauptrolle spielte, öffnet Mad Max in einer postapokalyptischen Einöde eine Dose Hundefutter, um den Inhalt mit einer Gabel zu verspeisen.
In einer kleinen Nebenrolle als Hotel-Bewohner ist der Musiker Tito Larriva zu sehen, der mit seiner TexMex-Band Tito & Tarantula als Kneipencombo in der Bar Titty Twister im Film From Dusk Till Dawn von 1996 auftritt.